# The Jarmels
The Jarmels waren eine US-amerikanische Doo-Wop-/Rhythm-and-Blues-Gesangsgruppe, die ihren Namen nach einer Straße in Harlem wählten. 

## Geschichte
Die fünf Mitglieder stammen aus Richmond (Virginia). Sie sangen dort seit einigen Jahren bereits im selben Kirchenchor zusammen, bevor sie die Band gründeten. 1961 unterzeichneten sie einen Plattenvertrag bei Laurie Records und nahmen mit geringem Erfolg Little Lonely One auf. Im Sommer 1961 hatten sie ihren einzigen größeren Hit mit A Little Bit of Soap, der unter anderem 1978 erfolgreich von der Gruppe Showaddywaddy gecovert wurde.

## Diskografie
Singles
- 1961: Little Lonely One
- 1961: A Little Bit of Soap (Platz 12 der US-Charts)[1]
- 1961: I’ll Follow You
- 1963: Come On Girl